# 一柳直末
一柳 直末（ひとつやなぎ なおすえ）は、戦国時代から安土桃山時代にかけての武将。豊臣秀吉に早い時期から仕えて黄母衣衆の一人となり、豊臣政権下で美濃国大垣城主・軽海城主などを務めたが、山中城の戦いで戦死した。末安（すえやす）の名でも知られる。弟に一柳直盛がいる。
秀吉がまだ木下を称していた時期からの「子飼いの家来」とも評される人物で、秀吉からの多くの書状が伝えられている。直末・直盛兄弟の武功記として、直末の甥（直盛の子）にあたる直良が記した『一柳家記』がある。

## 生涯

### 秀吉に仕える
美濃国厚見郡西野村（あるいは今泉村。現在の岐阜県岐阜市西野町）の住人・一柳直高の子として誕生。『一柳家記』によれば、母は稲葉一鉄の姪（姉の娘）。38歳没とする説をとるならば天文22年（1553年）生まれ、45歳没とする説をとるならば天文15年（1546年）生まれとなる。
元亀元年（1570年）より、織田氏の家臣・木下秀吉（のちの羽柴（豊臣）秀吉）に仕えた。天正元年（1573年）の浅井氏との小谷城の戦いでたびたび武功を挙げ、戦後長浜城主となった秀吉から黄母衣を預けられた7人（黄母衣衆）のうちの1人となった。250貫の知行と感状を与えられたという。
天正6年（1578年）、秀吉に従って播磨国に転戦し、三木合戦に従軍。播磨国で2500石の知行を得て、美濃国にいた弟の直盛（四郎右衛門、のち監物）を呼び寄せ、被官とした。天正7年（1579年）の秀吉による因幡国への侵攻に従う。天正8年（1580年）に父が没しており、遺領を相続した。天正10年（1582年）には備中高松城攻め・山崎の戦いに従軍した。同年末には山城国槇島城主となり知行1万石。その後、近江国勢田城に移って知行1万5000石という。
天正11年（1583年）の賤ヶ岳の戦いに参加した。『一柳家記』によれば、直末は加藤光泰（作内）とともに軍奉行を務めた。この時に先鋒となった「先懸衆」のうち、一柳四郎右衛門（直盛）と稲葉清六が市助（直末）の家臣であった。

### 豊臣政権下の活動
天正12年（1584年）、小牧・長久手の戦いの際には竹ヶ鼻城を伊藤牛之助とともに攻め（竹ヶ鼻城の戦い）、これを与えられたという。天正13年（1585年）の紀州征伐の際には千石堀城攻めに加わった。その後、四国攻め（四国平定）、佐々成政攻めにも従った。
天正13年（1585年）閏8月、秀吉の甥・豊臣秀次は近江国に20万石（宿老分合わせて43万石）で移され、以後八幡山城を築城する。直末は、田中吉政・中村一氏・堀尾吉晴・山内一豊らとともに秀次に宿老（「年寄」）として付けられた。この時直末は美濃国大垣城に2万5000石、ほかに八幡山城の秀次を「折々見廻申候様」申し付けられて八幡付近で1000石を領したという。小和田哲男は「宿老」とはいうものの時折八幡山に出仕する相談役の役割を任されたものと推測する。
大垣城主（美濃の蔵入地代官を兼ねる）への移転については、前任の加藤光泰が秀吉の勘気を蒙ったのに替わるもので、光泰の罪状を記した末安（直末）宛の書状は、部将たちに示した公開訓戒状であるとともに、「唐国」征服の意思を示したものとしても知られる。同年11月29日の天正地震では大垣城が倒壊・炎上し、直末は辛うじて難を逃れたが、浅井攻めで得た感状を失ったという。
天正13年（1585年）には従五位下伊豆守に叙せられた。天正14年（1586年）には、一柳直末を開基、南化玄興（一柳家出身で、直末の叔父にあたるという）を初代住持として、妙心寺に塔頭の大通院を開いた。
天正17年（1589年）3月、賀留美（軽海西城。現在の岐阜県本巣市軽海）で5万石を知行。なお『寛政重修諸家譜』によれば、天正13年（1585年）に美濃国で6万石を領し、「浮見城」に住したとある。

### 山中城攻めでの戦死

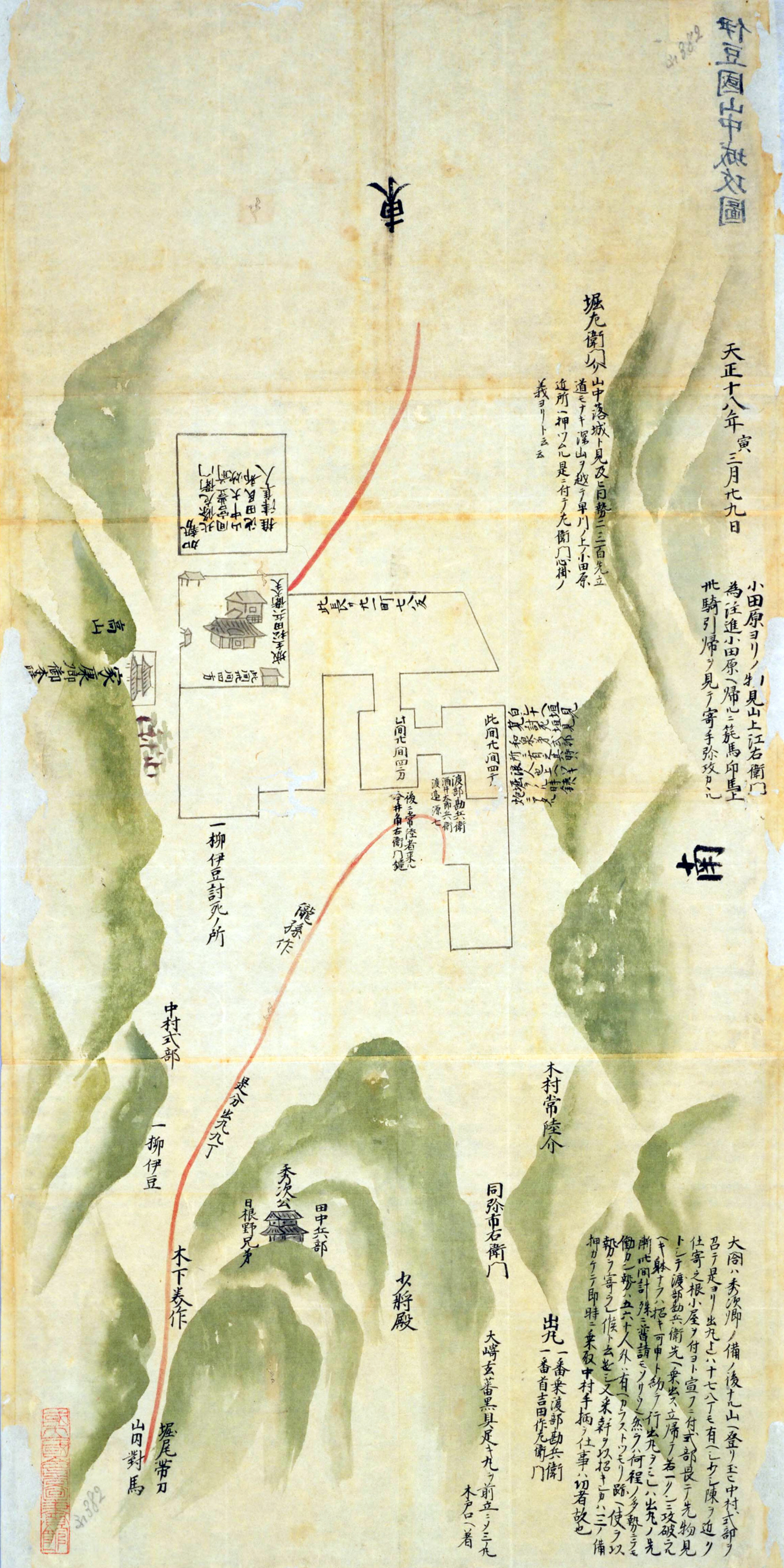
「伊豆国山中城攻図」（『日本古城絵図』所収）。「一柳伊豆」として布陣位置と戦死位置が記載されている。

天正18年（1590年）、小田原征伐に参加。3月29日、伊豆国山中城攻めでは中村一氏とともに先鋒を務めたが、間宮康俊の軍の銃弾に当たり戦死した。『寛永譜』『寛政譜』では享年45であるが、『一柳家史紀要』では38歳とある。動揺した一柳勢は一柳直盛がとりまとめて奮戦しており、その日のうちに山中城を陥とすことに貢献した。
直末の首は、敵の手に落ちないよう従僕が持ち去り、山中城攻めの拠点であった長久保城にほど近い下長久保村（現在の静岡県駿東郡長泉町下長窪）に埋めたと言い、現在も同地に「首塚」がある（#関連史跡参照）。
陣中にあった秀吉は直末討死の報告を聞いて「直末を失った悲しみで、関東を得る喜びも失われてしまった」と嘆き、3日間ほど口をきかなかったという（『一豊公記』）。『一柳家記』によれば、朝食中の秀吉に小寺官兵衛（黒田孝高）が「伊豆守（直末）手負候」と報告すると、秀吉は食事を吐き出して手負とは討死かと聞き返し、官兵衛がその通りと答えると、「城を攻め破っても無益である、関東にも代えがたいのが伊豆守であった」と語って膳の上に落涙したという。これは秀吉の小姓で朝食を配膳していた蒔田広定（権之助）が直盛に語ったこととされている。
直末には子の松千代がいたため、秀吉の命で直盛は遺領から3万石を与えられた、あるいは直盛が所領を預かったともいう。のちに松千代は黒田家に引き取られるものの、慶長8年（1603年）に早世した。直盛は尾張国葉栗郡の黒田城主となり、関ヶ原の合戦を越えて近世大名としての地盤を築くことになる。

## 人物・逸話
- 直末の母らくには、直末の死を悼んだ豊臣秀次から800石の知行地が与えられた。この際の所領宛がい状は、女性相手というためか漢字がほとんど使われておらず、主にひらがなで構成されている（『一柳文書』）。
- 岐阜県関市富之保一柳にある一柳城（大洞城）は、信長の命によって一柳直末が愛宕山に新たに築城したと伝えられる[46]。
- 兵庫県小野市の磐代神社は、小野陣屋の創設時に氏神として大山祇命を祀ったものであったが、宝暦年間（1751年 - 1763年）に藩主一柳末栄が、一柳家の基礎を築いたとして一柳直末（磐代明神）と、その子の松千代（真栄霊神）を合祀した。同神社は直末戦死の日に当たる3月29日を例祭日としている[47]。
- 天正7年（1579年）、秀吉が姫路城の改修を行っていた際に、秀吉と直末が縄張りをめぐって言い争いになったといい、直末の意見通り作られた曲輪は「市助曲輪」と呼ばれたという（ただし現代に伝わっていない）[48]
- 鎌倉時代の粟田口吉光の作になる短刀「厚藤四郎」（現在は国宝）を所持していた。厚藤四郎は室町時代には足利将軍家に伝えられていたが、流出したものを本阿弥祐徳が購入し、祐徳から直末に譲られたという。直末ののち黒田孝高の手に渡り、豊臣秀次に献上された[49][50]。

## 家族・親族
『寛政譜』の一柳家の譜に妻子についての記載はないが、福岡市博多区の臨済宗聖福寺の古文書や、福岡藩黒田家の史料には、一柳直末の家族に関する記録が残る。
『寛政譜』には弟妹として、女（小川祐忠室）、直盛、直道（五郎兵衛）が掲げられている。

### 妻：黒田氏
室は黒田職隆の娘（黒田孝高（如水）の異母妹）で、法名「慶寿院殿心誉春勢大姉」。直末との間に一男二女があったが、直末の没後黒田家に帰り、京都の伊藤是庵（伊東是安とも）に再嫁した。元和3年（1617年）8月8日没、享年52（没年から逆算すると永禄9年（1566年）生まれ）。京都黒谷の金戒光明寺で荼毘に付した。大徳寺高林院や江戸の祥雲寺など各地に墓があったらしいが、明治初年に行われた調査では失われている。金戒光明寺塔頭の安中院（のち超覚院に併合）に小野藩主一柳末朝（のち末礼）が延宝8年に建てた供養碑がある。

### 子：松千代（松寿）
直末の遺児である松千代は、黒田家に引き取られて孝高（如水）に養われた。黒田家側の史料では「松寿」と呼ばれている（なお、黒田長政の幼名も「松寿」である）。小野藩一柳家文書の『丙午録』によれば、家督相続をめぐって一柳家中に争いが生じたことが背景にあるという。慶長8年（1603年）3月1日に14歳で夭折（父が戦死した天正18年（1590年）の生まれとなる）。法名を「大通院殿雲沢宗龍大禅定門」といい、博多の聖福寺に墓が現存している。
『黒田家譜』によれば、如水は松寿をかわいがり、隠居後には遺品を松寿に譲るべく、諸道具に松寿の名を入れさせたという。文禄2年（1593年）8月9日、秀吉の勘気を被った黒田家隠居の如水は、当主長政に宛てて万一の場合の遺言状をしたためているが、長政に実子ができなかった場合、松寿が黒田家を継ぐよう指名されている。長政は、妙心寺の九皐宗疇（南化玄興の弟子である）に帰依しており、聖福寺の塔頭順心庵に入れて松寿の文学の師とした（当時の聖福寺は建仁寺派の寺であった）。
『黒田家譜』は松寿の死について以下の事情を伝える。松寿は剣術を好み、木刀で戯れに人に打ちかかっては、相手が扇や脇差などありあわせのもので受け外すと褒めていた。如水の小姓である小林市蔵という者は、そばにあった刀で受け止めようとしたが、刀身が剥き出しになってしまい、打ちかかって傷を負った松寿は、そのまま出血が止まらず死亡した。市蔵は切腹した。
松寿の葬儀は九皐宗疇を導師として行わせたが、建仁寺から派遣されて来た監寺2名（中興の祖とされた耳峰玄熊の死後、住持は空席であった）がこれに不満をもって参列しなかったために、長政は激怒し、彼らを放逐して九皐を住持とした。このため聖福寺は妙心寺派に転派することになったという。

### 娘婿：一柳右京
『一柳家史紀要』によれば、直末の従弟にあたる稲葉源左衛門は直末の娘を娶り、源左衛門は一柳右京末晴と称したという。
一柳末晴の長男である一柳直晴は、一柳直盛の養子となったが、直盛に実子一柳直重が誕生したために京都に隠遁、仙石家の客分になったという。直晴の弟（末晴の二男）である一柳盛晴（右京）が家を継ぎ、その子である一柳直好（源左衛門尉）は会津藩松平家に仕えた。このほか会津藩には、盛晴の二男である直信も仕えたという。

### 末弟：一柳直道
『寛政譜』によれば、末弟の一柳五郎兵衛直道は、天正18年（1590年）7月9日に小田原攻めの陣中で没したとある。『寛永諸家系図伝』では直末の兄弟として直盛のみが記載される。『一柳家記』ではこの人物に対する言及がない。昭和初期に編纂された『一柳家史紀要』でも言及されていない。

## 墓所

### 一柳直末公首塚
現在の静岡県駿東郡長泉町下長窪字尾尻（尾尻公園北側）には「一柳直末公首塚」（長泉町史跡）がある。直末が戦死したとき、従僕の旗指作兵衛という者が敵の手に落ちないよう直末の首級を持ち去り、下長久保村の地に埋めたという（葬られたのは「遺骸」であるともされており、『寛政譜』では葬地は駿河国長久保村とある）。作兵衛はそのまま当地に住んで墓守を務め、以後子孫代々首塚を守ったと伝えられている。延宝4年には小松藩主一柳直治が追悼碑を建立した。昭和初期には寺院がないことは残念であるとして、一柳家末裔の一柳貞吉らによって山梨県南都留郡にあった長観寺が黄瀬川対岸（下士狩字陣場）に移転されて「一柳山長観寺」と称されたが、この寺は現存していない。

### 宗閑寺の墓
遺骸については、当初は戦死の場所である笹原新田に埋葬されたといい、慶長7年（1602年）に「一柳庵」という堂舎が建てられた。しかし、人家（路傍の茶店であったという）の背後にあって参詣に不便であるため、元禄11年（1698年）、小野藩主一柳末礼は、山中城三の丸跡に建てられていた宗閑寺に移葬した（宗閑寺は、間宮康俊の娘が建てた寺である）。寛政4年（1792年）には小野藩主一柳末栄・一柳末英によって墓の前に直末の事績を記した石碑が建てられ、1930年（昭和5年）には一柳貞吉らによって宗閑寺境内入り口に「山中城趾記念之碑」が建てられている。
一柳庵と直末の墓は上述の通り宗閑寺に移されたものの、これをめぐって笹原新田の村人と当時の宗閑寺住職（および山中新田の村人）との間に紛擾が生じた。跡地には、笹原新田の村人によって新たに一柳直末之墓という碑石が建立された。